# Karoline Noack
Karoline Noack (* 17. Juli 1961 in Magdeburg) ist eine deutsche Altamerikanistin. Sie lehrt seit 2009 als Professorin für Altamerikanistik und Ethnologie an der Universität Bonn.

## Leben
Karoline Noack studierte von 1983 bis 1988 Ethnographie und Geschichte an der Humboldt-Universität Berlin und an den Universitäten Rostock und Leipzig. 1988 schloss sie mit dem Diplom in Ethnographie an der Humboldt-Universität ab. Von 1992 bis 2000 hatte sie Lehraufträge am Lateinamerika-Institut der Freien Universität (FU) und am Institut für Europäische Ethnologie der Humboldt-Universität zu Berlin und erhielt verschiedenen Stipendien. Mit einer Arbeit über Die gesellschaftliche Relevanz von Rechtsordnung und Rechtsanwendung, dargestellt anhand der visita von Gregorio González de Cuenca (1566/67) in der Nordregion des Vizekönigreiches Peru wurde Noack 1996 an der FU Berlin im Fach Altamerikanistik promoviert.
In den Jahren 2001–2004 und 2005–2009 war sie wissenschaftliche Mitarbeiterin am Lateinamerika-Institut der FU Berlin. Dort habilitierte sie sich 2010 mit der Schrift Textilien und die Produktion von kolonialer Differenz in der Kontaktzone: Trujillo in der nördlichen audiencia Lima, Peru im 16. und frühen 17. Jahrhundert im Fach Kulturanthropologie/Altamerikanistik. Als Universitätsprofessorin für Altamerikanistik und Ethnologie wurde Noack 2009 an die Rheinische Friedrich-Wilhelms-Universität Bonn berufen, wo sie am Institut für Archäologie und Kulturanthropologie lehrt.
Noack ist seit 2008 Vorsitzende der Gesellschaft für Ethnographie. 2014 hielt sie einen Vortrag zum Thema Priesterinnen und Krieger – eine geteilte Herrschaft! anlässlich der Sonderausstellung Leben und Tod im Alten Peru im Lippischen Landesmuseum Detmold.

## Veröffentlichungen

### Werke
- mit Dimitrios Ambatielos, Dagmar Neuland-Kitzerow (Hrsg.): Medizin im kulturellen Vergleich, Waxmann Verlag, 1997, ISBN 3-89325-490-0.
- mit Anne Ebert, Maria Lidola, Karoline Bahrs (Hrsg.): Differenz und Herrschaft in den Amerikas: Repräsentationen des Anderen in Geschichte und Gegenwart (Kultur- und Medientheorie), 2009, transcript, ISBN 978-3-8376-1063-5.
- mit Elisabeth Tietmeyer, Claudia Hirschberger, Jane Redlin (Hrsg.): Die Sprache der Dinge: Kulturwissenschaftliche Perspektiven auf die materielle Kultur (Schriftenreihe Museum Europäischer Kulturen), Waxmann Verlag, 2010, ISBN 978-3-830923336.
- mit Martin Künne: Die Sammlung Walter Lehmann am Ethnologischen Museum Berlin. Eine Einführung in die Archäologie des südlichen Zentralamerika. Shaker, Aachen  2014, ISBN 978-3-8440-2667-2.
- mit Michael Kraus (Hrsg.): Quo vadis, Völkerkundemuseum?: Aktuelle Debatten zu ethnologischen Sammlungen in Museen und Universitäten (Edition Museum), transcript, 2015, ISBN 978-3-837632354.

### Fachbeiträge
- Textilien und die Produktion von kolonialer Differenz in der Kontaktzone: Trujillo in der nördlichen audiencia Lima, Peru im 16. und frühen 17. Jahrhundert (PDF; 76 kB)